# Distrito histórico del centro de Foley
El distrito histórico del centro de Foley ubicado en Foley, Alabama es un distrito histórico que fue incluido en el Registro Nacional de Lugares Históricos en 2005.
Los límites originalmente abarcaban partes de Alston St., North y South McKenzie St., la Ruta 98, East y West Laurel Ave., Myrtle Ave., Rose Ave. y West Orange Ave. hasta una disminución de los límites del 4 de junio de 2012. El distrito fue enmendado por una lista de disminución de límites en 2012 y un aumento de límites en 2019.

## Edificios
La lista original incluía 29 edificios contribuyentes y un sitio contribuyente en 230,6 acres (93,3 ha). Algunos edificios importantes son:
- Un edificio de un templo masónico (hacia 1925), diseñado en estilo Misión por el arquitecto de Mobile,George B. Rogers.
- The Depot, el antiguo depósito ferroviario de Foley, que en 2003 fue el Museo de Historia de la Ciudad. El edificio se trasladó a Magnolia Springs en 1971, pero luego se trasladó a su sitio original en Foley en 1995.